# Pelzmesse in Vilnius

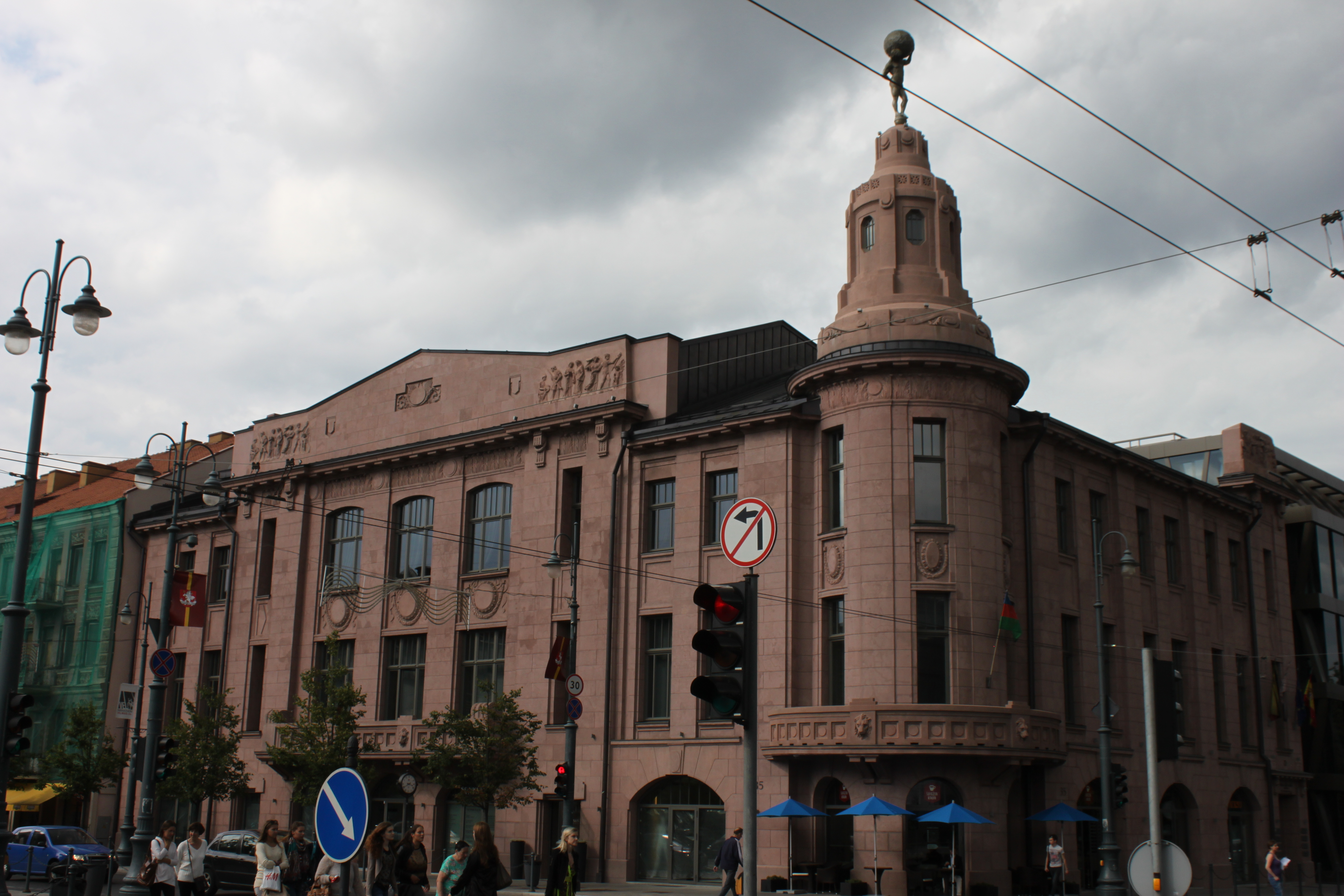
Gebäude der Industrie- und Handelskammer Vilnius im Jahr 2014

Die 1935 ins Leben gerufene, jährliche Pelzmesse in Wilna, seit 1938 auch Internationale Pelzmesse in Vilnius (polnisch Międzynarodowych Targów Futrzarskich w Wilnie), fand, kriegsbedingt und vor allem wegen der Vernichtung der jüdischen Branchenmitglieder, nur wenige Male statt. Ausstellungsflächen der nur für Geschäftsleute gedachten Veranstaltung waren bestimmte Messegebäude in der Stadt.
Wilna war in der Zwischenkriegszeit die Hauptstadt einer polnischen Woiwodschaft. Die Lederindustrie und die Pelzindustrie spielten im benachbarten Litauen und in Polen bereits lange eine bedeutende Rolle. Weit überwiegend jüdische Handwerker und Händler waren in der Pelzbranche tätig, zum Pelzhandelszentrum Leipziger Brühl bestanden enge und umfangreiche Geschäftsbeziehungen. Aufgrund seiner geographischen Lage konnte Vilnius eine wichtige Vermittlerrolle zwischen Russland und Westeuropa spielen.
Die erste der für einmal im Jahr stattfindenden Pelzmessen in Vilnius war, fand noch als regionale Veranstaltung statt, in der Zeit vom 12. bis 27. Juni 1935. Das Jüdische Volksblatt meldete, dass sie nach Mitteilung der Geschäftsleitung reinen Handelscharakter habe. Diese Messe sei als Wettbewerb zur Leipziger Rauchwarenmesse gedacht, man erhoffte sich sogar künftig die Stelle Leipzigs einnehmen zu können. Der Umsatz der lokalen Handwerker betrug 474.000 Złoty, an Rohfellen 919.000 Złoty.
Die dritte Pelzmesse im Jahr 1937 dauerte vom 21. Juli bis 4. August. An zwei Tagen fanden Auktionen statt, die gegenüber denen der Vorjahre bedeutend besser beschickt waren. Es wurden hauptsächlich Fohlenfelle und Kalbfelle versteigert. Seit längerem trug man sich zu der Zeit ohnehin mit dem Gedanken, als Ergänzung zu der Pelzmesse ständige Pelzauktionen in Posen abzuhalten, die keinen internationalen Charakter haben sollten. Die günstigen Ergebnisse der Silberfuchszucht in Westpolen sollen zu diesen Überlegungen beigetragen haben.
Die sechste Auktion für das laufende Jahr wurde Anfang Februar des Weltkriegsjahrs 1940 angekündigt. Organisiert wurde die Messe, wie zuvor, durch den Ingenieur Kavinokis. Am 25. Januar hatte bereits die 16. Pelzauktion in den Räumen der Handels-, Industrie- und Handwerkskammer Vilnius stattgefunden. In diesem Zusammenhang wurde darauf hingewiesen, dass Vilnius vor dem Ersten Weltkrieg der wichtigste Handelsort für östliche Pelzwaren war, nach dem Hauptsammelplatz der Pelzmesse in Nischni Nowgorod, neben den „Pelzsupermärkten“ des Pelzhandelszentrums London, dem New Yorker Pelzdistrikt und dem Leipziger Brühl, wobei Leipzig inzwischen seine überragende Bedeutung verloren hatte. Ursache war die Vertreibung der jüdischen Pelzhändler und der als Reaktion ausgelöste Boykott ausländischer Branchenmitglieder. Für Vilnius wurde in der Ankündigung von 1940 die Bedeutung der jüdischen Pelzhändler in der Stadt jedoch ausdrücklich erwähnt, 90 Betriebe mit zusammen 92 Prozent des Handels mit Häuten und Fellen befanden sich in jüdischer Hand. Jüdische Unternehmen bildeten auch sonst, trotz vorhergegangener erheblicher Beschränkungen, den wesentlichsten Wirtschaftsfaktor der Stadt, wenn auch weniger marktbeherrschend.
Wenige Tage nach dem Beginn des Krieges gegen die Sowjetunion am 22. Juni 1941 war Wilna unter deutscher Besatzung. Im Gefolge der Wehrmacht kamen Einsatzgruppen der Sicherheitspolizei und des SD. In der Zeit der deutschen Besetzung Litauens (1941–1944) produzierte die Pelzfabrik Kailis in Vilnius Kleidung für die deutsche Wehrmacht. In direkter Nachbarschaft befanden sich ein Konzentrationslager für Juden und ein Lager für Zwangsarbeiter, aus denen Arbeitskräfte zwangsrekrutiert wurden. Einige Zeit lang bewahrte die Beschäftigung dort jüdische Menschen vor der Ermordung oder dem Transport in die Vernichtungslager.
Noch um 2020 befinden sich in Vilnius weiterhin eine beträchtliche Zahl Pelz- und Lederwaren produzierende Handwerks- und Handelsbetriebe.